# دوروثي هامرستاين
دوروثي هامرستاين (بالإنجليزية: Dorothy Hammerstein) هي مصممة ديكور ‏ ومغنية أسترالية، ولدت في 1899 في لاونسستون في أستراليا، وتوفيت في 3 أغسطس 1987 في مانهاتن في الولايات المتحدة.

## وصلات خارجية
- دوروثي هامرستاين على موقع IMDb (الإنجليزية)